# インターロイキン-17A
An Error has occurred retrieving Wikidata item for infobox
インターロイキン-17A（英: interleukin-17A、略称: IL-17A）は、ヒトではIL17A遺伝子によってコードされているタンパク質である。ヘルペスウイルスの一種Saimiriine gammaherpesvirus 2には、IL17Aと相同性を示す遺伝子が存在する。

## 機能
IL17A遺伝子にコードされるIL-17Aは、活性化されたT細胞によって産生される炎症性サイトカインの1つである。このサイトカインはNF-κBやMAPKの活性を調節する。また、このサイトカインはIL-6やCOX-2の発現を刺激するとともに、一酸化窒素の産生を亢進する。

## 発見
IL-17A（この分子を指してIL-17と呼ばれることも多い）は、1993年にマウス細胞傷害性T細胞クローンとラットT細胞リンパ腫細胞の融合細胞に由来する齧歯類T細胞ハイブリドーマから転写産物レベルで発見された。数年後、ヒトとマウスのIL-17Aのクローニングが行われた。CD4+T細胞、CD8+T細胞、γδT細胞、インバリアントNKT細胞、自然リンパ球がIL-17Aの主要な産生源となっている。好中球などT細胞以外の細胞も、特定の状況下ではIL-17Aを産生することが報告されている。IL-17Aを産生するヘルパーT細胞（Th17細胞）はTh1細胞、Th2細胞系統とは異なる細胞系統であり、Th17細胞への分化にはSTAT3とRORCを必要とする。IL-17Aの受容体となるIL-17RAはマウスEL4胸腺腫細胞から単離とクローニングが行われ、線維芽細胞におけるIL-17Aの生理活性は転写因子NF-κBの活性やIL-6の分泌の刺激であることが確認された。IL-17AはIL-17RCと対を形成することで、IL-17AやIL-17Fの結合とシグナル伝達が可能となる。

## 臨床的意義
高濃度のIL-17Aは、関節リウマチ、乾癬、多発性硬化症を含む、いくつかの慢性炎症性疾患と関連している。

### 自己免疫疾患
多発性硬化症は、脳や脊髄の神経細胞を絶縁しているミエリン鞘を免疫細胞が攻撃し破壊することで引き起こされる神経疾患である。この疾患や動物モデルである実験的自己免疫性脳脊髄炎は歴史的にTh17細胞の発見と深く関係している。この動物モデルにおける実験では、中枢神経系におけるIL-17Aの重要な機能はIL-1βを分泌する骨髄細胞を動員することであることが明らかにされている。こうした細胞は疾患の原因となるTh17細胞のプライミングに重要な役割を果たしており、自己免疫疾患の発症を促進している。多発性硬化症病変部位や末梢血でのIL-17A濃度の上昇はTh17細胞が同定される前から記載されていた。ヒトTh17細胞は多発性硬化症病変部位の血液脳関門を効率よく通過し、中枢神経系の炎症を促進している。
乾癬は、銀白色の鱗屑を伴う、盛り上がった紅斑からなる限局的な炎症病変によって特徴づけられる自己免疫性皮膚疾患である。乾癬患者の血清や病変部位ではIFN-γ、TNF-α、IL-12濃度の上昇がみられるため、当初はTh1応答を介した疾患であると考えられていた。しかしながら、乾癬患者の病変部位でIL-17産生細胞やIL17A転写産物が検出され、Th17細胞がTh1細胞と相乗的に病理を駆動していることが示唆された。
Th17細胞は関節リウマチとも深く関係している。関節リウマチは慢性的な関節炎症、自己抗体産生といった症状を伴う慢性疾患であり、軟骨や骨の破壊が引き起こされる。滑膜中のIL-17A濃度は組織損傷と相関しており、一方IFN-γ 濃度は保護効果と相関している。2種類の抗IL-17A抗体、すなわちセクキヌマブとイキセキズマブの臨床試験では関節リウマチ患者に有意なベネフィットが見出されており、IL-17Aの臨床的重要性が直接的に示されている。
Th17細胞やIL-17は、炎症性腸疾患（IBD）の主要な2つの形態であるクローン病や潰瘍性大腸炎とも関連づけられている。IBD患者の炎症組織では多量のTh17細胞の浸潤がみられ、Th17関連サイトカインが複数の炎症促進経路を開始し増幅している可能性がin vitroとin vivo双方の研究で示されている。IBDにおけるIL-17A濃度の上昇は、いくつかの研究グループから報告されている。一方でIL-17AやIL-22などのTh17シグネチャーサイトカインは腸管上皮細胞を標的として調節経路の活性化を促進し、消化管の保護効果をもたらしている可能性もある。IBDにおいてIL-17Aを標的とした臨床試験はネガティブな結果が得られており、投与群では有害事象の増加が示されている。こうしたデータはIBDの発症におけるIL-17Aの役割に関して疑問を投げかけるものであり、IL-17Aの上昇はむしろIBD患者にとって有益である可能性が示唆されている。
全身性エリテマトーデス（SLE）は、皮膚、関節、腎臓、脳に影響が及ぶ複雑な免疫疾患である。SLEの正確な原因は十分には解明されていないが、IL-17とTh17細胞が疾患の病因に関与していることが報告されている。SLE患者では健常者と比較して血清IL-17濃度の上昇が報告されており、前臨床マウスモデルではTh17経路が自己免疫応答を駆動していることが示されている。SLE患者の腎組織や皮膚生検試料では、IL-17やIL-17産生細胞が検出されている。

### 肺疾患
気管支喘息患者の痰や気管支肺胞洗浄液ではIL-17A濃度の上昇がみられ、IL-17A産生と喘息の重症度との間の正相関が確立されている。齧歯類モデルでは、デキサメタゾン治療によってTh2関連サイトカインの放出は阻害されるが、IL-17A産生には影響しないことが示されている。Th17細胞を介した気道の炎症や過敏性はステロイド治療抵抗性であり、ステロイド抵抗性喘息におけるTh17細胞の役割の可能性が示唆される。しかしながら、抗IL-17RA抗体を用いた臨床試験では喘息患者に対する有効性は示されなかった。
近年の研究では、慢性閉塞性肺疾患（COPD）における免疫機構の関与が示唆されている。COPD患者では、COPDを発症していない喫煙者や健常者と比較してTh17細胞の増加が観察され、Th17細胞と肺機能には逆相関がみられる。COPD患者から採取された気管支擦過検体の遺伝子発現プロファイル解析においても、SAA1、SAA2、SLC26A4、LCN2などいくつかのTh17シグネチャー遺伝子と肺機能との関連が示されている。タバコの煙に曝露したマウスを用いた動物研究では、喫煙によって肺気腫の原因となるTh17細胞の分化が促進され、一方で中和抗体を用いてIL-17Aを遮断することで好中球の動員や気道炎症の評価値が有意に低下することが示されている。

### 宿主防御
宿主防御においては、IL-17Aは細胞外細菌や真菌の感染に対しておおむね有益であることが示されている。Th17細胞は、細胞外細菌や真菌のクリアランスだけでなく、腸の微生物叢の制御においても大きな役割を果たしているであるようである。IL-17AとIL-17受容体を介したシグナル伝達は、肺炎桿菌Klebsiella pneumoniae、肺炎マイコプラズマMycoplasma pneumoniae、カンジダCandida albicans、コクシジオイデスCoccidioides posadasii、ヒストプラズマHistoplasma capsulatum、ブラストミセスBlastomyces dermatitidisを含む多くの細菌・真菌病原体に対する宿主防御において保護的役割を果たすことが示されている。しかしながら、IL-17Aはインフルエンザなどのウイルス感染症においては好中球の炎症を促進することで有害な作用をもたらすようである。
宿主防御におけるIL-17AとIL-17受容体を介したシグナル伝達の必要性は、Th17細胞が新たなヘルパーT細胞系統として同定される以前から詳細に記載され、認識されていた。実験的肺炎モデルにおいては、Il-17AもしくはIL-17RAのノックアウトマウスでは肺炎桿菌や肺炎マイコプラズマなどさまざまなグラム陰性菌に対する感受性が高まることが示されている。対照的に、細胞内寄生細菌である結核菌Mycobacterium tuberculosisによる一次感染に対する保護にはIL-23やIL-17Aは必要とされないことが示唆されている。IL-17RAノックアウトマウスとIL-23p19ノックアウトマウスはどちらも、結核菌の一次感染のクリアランスを行うことができる。しかしながら、他の細胞内寄生細菌である野兎病菌Francisella tularensisの一次感染に対する防御にはIL-17Aが必要である。
IL-17RAノックアウトマウスやIL-17Aノックアウトマウスを用いた研究では、マウス馴化インフルエンザ株（PR8）や2009年パンデミック時のH1N1株の感染においてはIL-17Aが急性肺損傷を媒介する有害な役割を果たしていることが支持されている。
抗原特異的Th17細胞によって媒介される獲得免疫応答の役割に関して研究が行われるようになったのは近年になってからである。抗原特異的Th17細胞はさまざまな肺炎桿菌株の間で保存されたタンパク質抗原を認識することが示されており、スペクトルの広い、血清型非依存的な保護効果をもたらす。マウスモデルでは、抗原特異的CD4+T細胞は肺炎球菌Streptococcus pneumoniaeの鼻咽頭コロニー形成を制限することも示されている。肺炎球菌の菌体抗原やいくつかの誘導体による免疫化は、肺炎球菌曝露に対するIL-17を介した、しかし抗体依存的ではない保護効果をもたらす。真菌感染に関しては、B. dermatitidis由来カルネキシンに特異的なT細胞受容体を有するIL-17産生クローンが、進化的に関連した真菌種であるヒストプラズマに対しても保護効果をもたらすことが示されている。

### がん
腫瘍形成においては、IL-17Aは骨髄由来抑制細胞（MDSC）を動員することで抗腫瘍免疫を弱める。また、IL-17AはIL-6の誘導を介して腫瘍成長を高める。IL-6は腫瘍内で発がん性転写因子であるSTAT3を活性化し、生存促進遺伝子や血管新生促進遺伝子をアップレギュレーションする。血管新生においてIL-17Aが果たす正確な役割は未解明であるが、現時点で得られているデータからはIL-17Aは腫瘍の成長を促進する場合も抑制する場合もあることが示唆されている。IL-17Aはがん細胞によるVEGFの産生を促進することで血管新生を促進し、結腸がんの成長を促進しているようである。また、IL-17AはMDSCの動員を介して抗VEGF治療に対する抵抗性を媒介している。一方で、IL-17Aノックアウトマウスでは悪性黒色腫の肺転移が発生しやすくなり、IL-17Aは細胞傷害性T細胞による抗腫瘍サイトカインIFN-γの産生を促進する場合があることが示唆されている。卵巣がんでは、Th17細胞はNK細胞を介した免疫や抗腫瘍CD8応答と正相関が示唆されている。

### 眼疾患
新血管形成と関連した多くの眼疾患において、IL-17の存在が示されている。糖尿病網膜症の増殖期には、硝子体液のIL-17濃度が上昇することが示されている。加齢黄斑変性の患者では、Th17細胞の割合やIL-17濃度の上昇が観察される。

## 薬剤標的として
炎症、自己免疫疾患、宿主防御におけるIL-17AやIL-17A産生細胞の重要な役割が発見されて以降、疾患の動物モデルにおけるIL-17A経路の実験的標的化やヒトでの臨床試験が行われている。抗IL-17A抗体は2015年に乾癬の治療薬としてFDAの承認を受けた。
セクキヌマブ（コセンティクス）は乾癬の治療薬としての研究が行われてた抗IL-17A抗体であり、プラセボと比較した際の有効性を示す最初の報告は2010年に発表された。2015年、FDAとEMAはセクキヌマブを乾癬治療薬として承認した。
イキセキズマブ（トルツ）は他の抗IL-17A抗体であり、乾癬の治療薬としてFDAとEMAの承認を2016年に受けた。2017年には活動性乾癬性関節炎の治療に対しても承認された。
こうしたモノクローナル抗体以外にも、Th17特異的転写因子であるRORγtを標的とした特異性の高い強力な阻害剤が同定されており、高い有効性が示されている。
強力な免疫調節作用を有するビタミンDもTh17細胞の分化と機能を抑制することがいくつかの研究グループによって示されている。活性型ビタミンDによって、Th17細胞によるIL-17AやIL-17Fの産生が大きく損なわれることが明らかにされている。

## 関連文献
- Gaffen SL (2005). “Biology of recently discovered cytokines: interleukin-17--a unique inflammatory cytokine with roles in bone biology and arthritis”. Arthritis Research & Therapy 6 (6):  240–247. doi:10.1186/ar1444. PMC 1064872. PMID 15535837.
- Lubberts E, Koenders MI, van den Berg WB (2006). “The role of T-cell interleukin-17 in conducting destructive arthritis: lessons from animal models”. Arthritis Research & Therapy 7 (1):  29–37. doi:10.1186/ar1478. PMC 1064899. PMID 15642151.
- Fossiez F, Djossou O, Chomarat P, Flores-Romo L, Ait-Yahia S, Maat C, Pin JJ, Garrone P, Garcia E, Saeland S, Blanchard D, Gaillard C, Das Mahapatra B, Rouvier E, Golstein P, Banchereau J, Lebecque S (June 1996). “T cell interleukin-17 induces stromal cells to produce proinflammatory and hematopoietic cytokines”. The Journal of Experimental Medicine 183 (6):  2593–2603. doi:10.1084/jem.183.6.2593. PMC 2192621. PMID 8676080.
- Yao Z, Spriggs MK, Derry JM, Strockbine L, Park LS, VandenBos T, Zappone JD, Painter SL, Armitage RJ (November 1997). “Molecular characterization of the human interleukin (IL)-17 receptor”. Cytokine 9 (11):  794–800. doi:10.1006/cyto.1997.0240. PMID 9367539.
- Murphy KP, Gagne P, Pazmany C, Moody MD (March 1998). “Expression of human interleukin-17 in Pichia pastoris: purification and characterization”. Protein Expression and Purification 12 (2):  208–214. doi:10.1006/prep.1997.0832. PMID 9518462.
- Teunissen MB, Koomen CW, de Waal Malefyt R, Wierenga EA, Bos JD (October 1998). “Interleukin-17 and interferon-gamma synergize in the enhancement of proinflammatory cytokine production by human keratinocytes”. The Journal of Investigative Dermatology 111 (4):  645–649. doi:10.1046/j.1523-1747.1998.00347.x. PMID 9764847.
- Shalom-Barak T, Quach J, Lotz M (October 1998). “Interleukin-17-induced gene expression in articular chondrocytes is associated with activation of mitogen-activated protein kinases and NF-kappaB”. The Journal of Biological Chemistry 273 (42):  27467–27473. doi:10.1074/jbc.273.42.27467. PMID 9765276.
- Shin HC, Benbernou N, Fekkar H, Esnault S, Guenounou M (November 1998). “Regulation of IL-17, IFN-gamma and IL-10 in human CD8(+) T cells by cyclic AMP-dependent signal transduction pathway”. Cytokine 10 (11):  841–850. doi:10.1006/cyto.1998.0375. PMID 9878122.
- Laan M, Cui ZH, Hoshino H, Lötvall J, Sjöstrand M, Gruenert DC, Skoogh BE, Lindén A (February 1999). “Neutrophil recruitment by human IL-17 via C-X-C chemokine release in the airways”. Journal of Immunology 162 (4):  2347–2352. doi:10.4049/jimmunol.162.4.2347. PMID 9973514.
- Kotake S, Udagawa N, Takahashi N, Matsuzaki K, Itoh K, Ishiyama S, Saito S, Inoue K, Kamatani N, Gillespie MT, Martin TJ, Suda T (May 1999). “IL-17 in synovial fluids from patients with rheumatoid arthritis is a potent stimulator of osteoclastogenesis”. The Journal of Clinical Investigation 103 (9):  1345–1352. doi:10.1172/JCI5703. PMC 408356. PMID 10225978.
- Shin HC, Benbernou N, Esnault S, Guenounou M (April 1999). “Expression of IL-17 in human memory CD45RO+ T lymphocytes and its regulation by protein kinase A pathway”. Cytokine 11 (4):  257–266. doi:10.1006/cyto.1998.0433. PMID 10328864.
- Andoh A, Takaya H, Makino J, Sato H, Bamba S, Araki Y, Hata K, Shimada M, Okuno T, Fujiyama Y, Bamba T (July 2001). “Cooperation of interleukin-17 and interferon-gamma on chemokine secretion in human fetal intestinal epithelial cells”. Clinical and Experimental Immunology 125 (1):  56–63. doi:10.1046/j.1365-2249.2001.01588.x. PMC 1906093. PMID 11472426.
- Laan M, Palmberg L, Larsson K, Lindén A (March 2002). “Free, soluble interleukin-17 protein during severe inflammation in human airways”. The European Respiratory Journal 19 (3):  534–537. doi:10.1183/09031936.02.00280902. PMID 11936535.
- Andoh A, Fujino S, Bamba S, Araki Y, Okuno T, Bamba T, Fujiyama Y (August 2002). “IL-17 selectively down-regulates TNF-alpha-induced RANTES gene expression in human colonic subepithelial myofibroblasts”. Journal of Immunology 169 (4):  1683–1687. doi:10.4049/jimmunol.169.4.1683. PMID 12165487.
- Andoh A, Shimada M, Bamba S, Okuno T, Araki Y, Fujiyama Y, Bamba T (August 2002). “Extracellular signal-regulated kinases 1 and 2 participate in interleukin-17 plus tumor necrosis factor-alpha-induced stabilization of interleukin-6 mRNA in human pancreatic myofibroblasts”. Biochimica et Biophysica Acta (BBA) - Molecular Cell Research 1591 (1–3):  69–74. doi:10.1016/S0167-4889(02)00250-1. PMID 12183057.
- Hsieh HG, Loong CC, Lin CY (August 2002). “Interleukin-17 induces src/MAPK cascades activation in human renal epithelial cells”. Cytokine 19 (4):  159–174. doi:10.1006/cyto.2002.1952. PMID 12297109.
- Aggarwal S, Ghilardi N, Xie MH, de Sauvage FJ, Gurney AL (January 2003). “Interleukin-23 promotes a distinct CD4 T cell activation state characterized by the production of interleukin-17”. The Journal of Biological Chemistry 278 (3):  1910–1914. doi:10.1074/jbc.M207577200. PMID 12417590.